# Agostino Ciampelli
Agostino Ciampelli, o Agostino Ciampelio Fiorentino (Firenze, 29 agosto 1565 – Roma, 22 aprile 1630), è stato un pittore italiano.

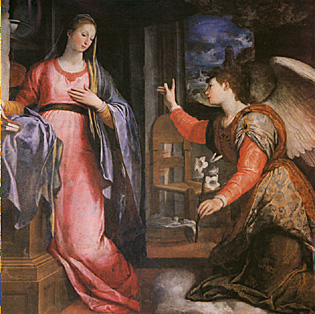
Dipinto de"l'Annunciazione", custodito presso la Chiesa degli Ottimati a Reggio Calabria.

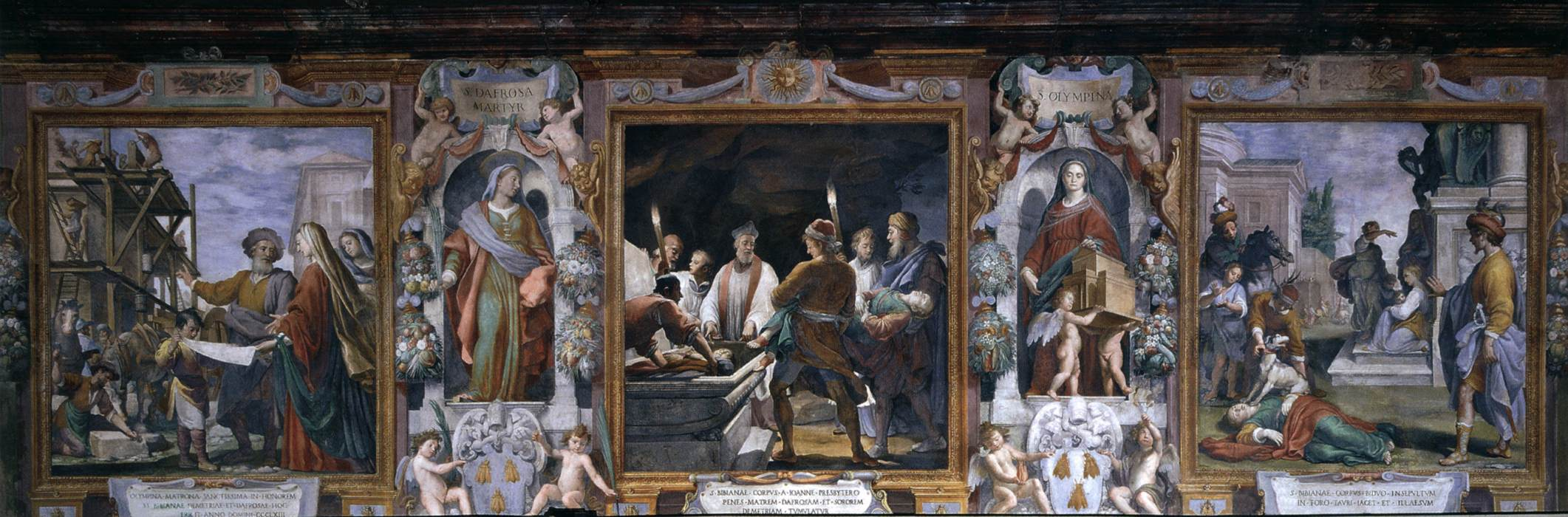
Affreschi dalla chiesa di Santa Bibiana, Roma

Fu allievo di Santi di Tito, uno degli artisti principali della Controriforma a Firenze, e da lui imparò il modo conservatore e devozionale nel trattare i soggetti religiosi che in tal modo caratterizzano la riforma fiorentina. Ciampelli può infatti essere descritto come il vero erede artistico di Santi di Tito, il cui stile ha lasciato su di lui una profonda influenza per gran parte della sua carriera.
Fu ammesso all'Accademia del Disegno di Firenze nel 1585. I suoi primi lavori conosciuti sono i dipinti per un arco di trionfo provvisorio eretto in occasione dell'arrivo di Cristina di Lorena a Firenze nel 1589, parte di una serie di dipinti di Santi di Tito e dei suoi allievi. 
Trasferitosi a Roma, vi trascorse gran parte della sua vita e vi lasciò tra le sue opere più significative. 
Nel 1623 fu principe dell'Accademia di San Luca.
Tra il 1624 e il 1626 fu responsabile per la decorazione pittorica per gli affreschi nella chiesa di Santa Bibiana in Roma (affreschi affidati a Pietro da Cortona).
A Fiumedinisi (Messina) è esposta la tela della Madonna del Rosario commissionatagli da Isabella Colonna Romano.